# Cold Lake 149B
Cold Lake 149B är ett reservat i Kanada.   Det ligger i provinsen Alberta, i den centrala delen av landet, 2 600 km väster om huvudstaden Ottawa.
I omgivningarna runt Cold Lake 149B växer i huvudsak blandskog. Runt Cold Lake 149B är det ganska glesbefolkat, med 25 invånare per kvadratkilometer.